# جاده ۴۹ (ایران)
جاده ۴۹ جاده‌ای است که مرز جمهوری آذربایجان را از طریق آستارا به رشت، قزوین و ساوه متصل می‌کند. بیشتر طول این جاده به صورت بزرگراه است.